# Coppa Agostoni
Coppa Agostoni (oficjalnie Coppa Agostoni - Giro delle Brianze) – kolarski wyścig jednodniowy, rozgrywany we Włoszech od 1946. Zaliczany jest do cyklu UCI Europe Tour, w którym posiada kategorię 1.1. Start i meta wyścigu znajduje się w Lissone w Lombardii.
Rekordzistą pod względem liczby zwycięstw jest Włoch, Franco Bitossi, który trzykrotnie stawał na najwyższym stopniu podium. Najlepszym rezultatem osiągniętym w wyścigu przez Polaka było 8. miejsce zajęte przez Macieja Paterskiego w 2015 roku.

## Zwycięzcy
Opracowano na podstawie:
| Rok  | Pierwsze             | Drugie                   | Trzecie                  |
| ---- | -------------------- | ------------------------ | ------------------------ |
| 1946 | Luigi Casola         | Antonio Covolo           | Salvatore Crippa         |
| 1947 | Franco Fanti         | Donato Zampini           | Turchemeis Zanettini     |
| 1948 | Luigi Malabrocca     | Aldo Tosi                | Alberto Roggi            |
| 1949 | Antonio Ausenda      | Nello Sforacchi          | Giorgio Albani           |
| 1950 | Giorgio Albani       | Umberto Drei             | Fiorenzo Crippa          |
| 1951 | Renzo Accordi        | Spirito Godio            | Ampleio Rossi            |
| 1952 | Ezio Bicocca         | Agostino Coletto         | Pietro Giudici           |
| 1953 | Andrea Barro         | Pierino Baffi            | Tranquillo Scudellaro    |
| 1954 | Aldo Moser           | Giuseppe Calvi           | Annibale Brasola         |
| 1955 | Lino Pizzoferato     | Pierino Baffi            | Giuliano Michelon        |
| 1956 | Silvano Tessari      | Luciano Mai              | Ezio Pizzoglio           |
| 1957 | Carlo Zorzoli        | Gabriele Scappini        | Aurelio Cestari          |
| 1958 | Giacobbe Boggian     | Dino Liviero             | Vittorio Poiano          |
| 1959 | Michele Gismondi     | Rino Benedetti           | Giuliano Natucci         |
| 1960 | Pietro Chiodini      | Amico Ippoliti           | Cleto Maule              |
| 1961 | Giovanni Bettinelli  | Giuseppe Fallarini       | Ercole Baldini           |
| 1963 | Jaume Alomar Florit  | Vito Taccone             | Graziano Battistini      |
| 1964 | Italo Zilioli        | Bruno Mealli             | Adriano Passuello        |
| 1965 | Tommaso de Pra       | Roger Pingeon            | Giuseppe Fezzardi        |
| 1966 | Felice Gimondi       | Eddy Merckx              | Franco Bitossi           |
| 1967 | Franco Bitossi       | Bernard Guyot            | Michele Dancelli         |
| 1968 | Claudio Michelotto   | Martin Van Den Bossche   | Bruno Mealli             |
| 1969 | Franco Bitossi       | Jean-Pierre Monseré      | Gerben Karstens          |
| 1970 | Eddy Merckx          | Tino Conti               | Marino Basso             |
| 1971 | Franco Bitossi       | Willy De Geest           | Roger Pingeon            |
| 1972 | Mauro Simonetti      | Claudio Michelotto       | Tomas Pettersson         |
| 1973 | Arnaldo Caverzasi    | Giacinto Santambrogio    | Franco Bitossi           |
| 1974 | Felice Gimondi       | Franco Bitossi           | Roger De Vlaeminck       |
| 1975 | Roger De Vlaeminck   | Freddy Maertens          | Frans Van Looy           |
| 1976 | Roger De Vlaeminck   | Frans Verbeeck           | Francesco Moser          |
| 1977 | Francesco Moser      | Gianbattista Baronchelli | Enrico Paolini           |
| 1978 | Giuseppe Saronni     | Pierino Gavazzi          | Gianbattista Baronchelli |
| 1979 | Giovanni Battaglin   | Francesco Moser          | Alfredo Chinetti         |
| 1980 | Cees Priem           | Wladimiro Panizza        | Bruno Wolfer             |
| 1981 | Francesco Moser      | Gianbattista Baronchelli | Juan Fernández           |
| 1982 | Giuseppe Saronni     | Francesco Moser          | Pierino Gavazzi          |
| 1983 | Alfons De Wolf       | Roberto Ceruti           | Claudio Savini           |
| 1984 | Franco Chioccioli    | Serge Demierre           | Claudio Corti            |
| 1985 | Acácio da Silva      | Claudio Corti            | Urs Zimmermann           |
| 1986 | Marino Amadori       | Heinz Imboden            | Claudio Corti            |
| 1987 | Bruno Leali          | Alberto Elli             | Emanuele Bombini         |
| 1988 | Gianni Bugno         | Massimo Ghirotto         | Francesco Cesarini       |
| 1989 | Dmitrij Konyszew     | Rolf Sørensen            | Emanuele Bombini         |
| 1990 | Maurizio Fondriest   | Francesco Cesarini       | Maurizio Vandelli        |
| 1991 | Davide Cassani       | Charly Mottet            | Roberto Gusmeroli        |
| 1992 | Stefano Colagè       | Giorgio Furlan           | Massimo Ghirotto         |
| 1993 | Davide Cassani       | Marco Giovannetti        | Massimo Ghirotto         |
| 1994 | Oscar Pelliccioli    | Giorgio Furlan           | Massimo Ghirotto         |
| 1995 | Gianni Bugno         | Stefano Della Santa      | Francesco Casagrande     |
| 1996 | Filippo Casagrande   | Alberto Elli             | Pēteris Ugrjumovs        |
| 1997 | Massimo Apollonio    | Biagio Conte             | Giovanni Lombardi        |
| 1998 | Andrea Tafi          | Mirko Celestino          | Emanuele Lupi            |
| 1999 | Massimo Donati       | Alberto Elli             | Francesco Casagrande     |
| 2000 | Jan Ullrich          | Denis Lunghi             | Filippo Simeoni          |
| 2001 | Francesco Casagrande | Jan Ullrich              | Gianluca Tonetti         |
| 2002 | Laurent Jalabert     | Gianni Faresin           | Massimo Giunti           |
| 2003 | Francesco Casagrande | Cristian Moreni          | Oscar Mason              |
| 2004 | Leonardo Bertagnolli | Dario Frigo              | Gonzalo Bayarri          |
| 2005 | Paolo Valoti         | Leonardo Giordani        | Stefano Cavallari        |
| 2006 | Alessandro Bertolini | Andrea Tonti             | Franco Pellizotti        |
| 2007 | Alessandro Bertolini | Christian Pfannberger    | Luca Mazzanti            |
| 2008 | Linus Gerdemann      | Christian Pfannberger    | Luca Mazzanti            |
| 2009 | Giovanni Visconti    | Mauro Santambrogio       | Francisco Ventoso        |
| 2010 | Francesco Gavazzi    | Mauro Santambrogio       | Luca Paolini             |
| 2011 | Sacha Modolo         | Simone Ponzi             | Oscar Gatto              |
| 2012 | Emanuele Sella       | Fortunato Baliani        | Danilo Di Luca           |
| 2013 | Filippo Pozzato      | Simone Ponzi             | Marco Zamparella         |
| 2014 | Niccolò Bonifazio    | Grega Bole               | Simone Ponzi             |
| 2015 | Davide Rebellin      | Vincenzo Nibali          | Niccolò Bonifazio        |
| 2016 | Sonny Colbrelli      | Diego Ulissi             | Francesco Gavazzi        |
| 2017 | Michael Albasini     | Marco Canola             | Francesco Gavazzi        |
| 2018 | Gianni Moscon        | Rein Taaramäe            | Enrico Gasparotto        |
| 2019 | Alaksandr Rabuszenka | Aleksiej Łucenko         | Nikołaj Czerkasow        |
| 2021 | Aleksiej Łucenko     | Matteo Trentin           | Alessandro Covi          |
| 2022 | Sjoerd Bax           | Alejandro Valverde       | Andrea Piccolo           |
| 2023 | Davide Formolo       | Marc Hirschi             | Victor Lafay             |
| 2024 | Marc Hirschi         | Romain Grégoire          | Paul Lapeira             |
| 2025 |                      |                          |                          |